# غارسيا فرنانديث كونت قشتالة

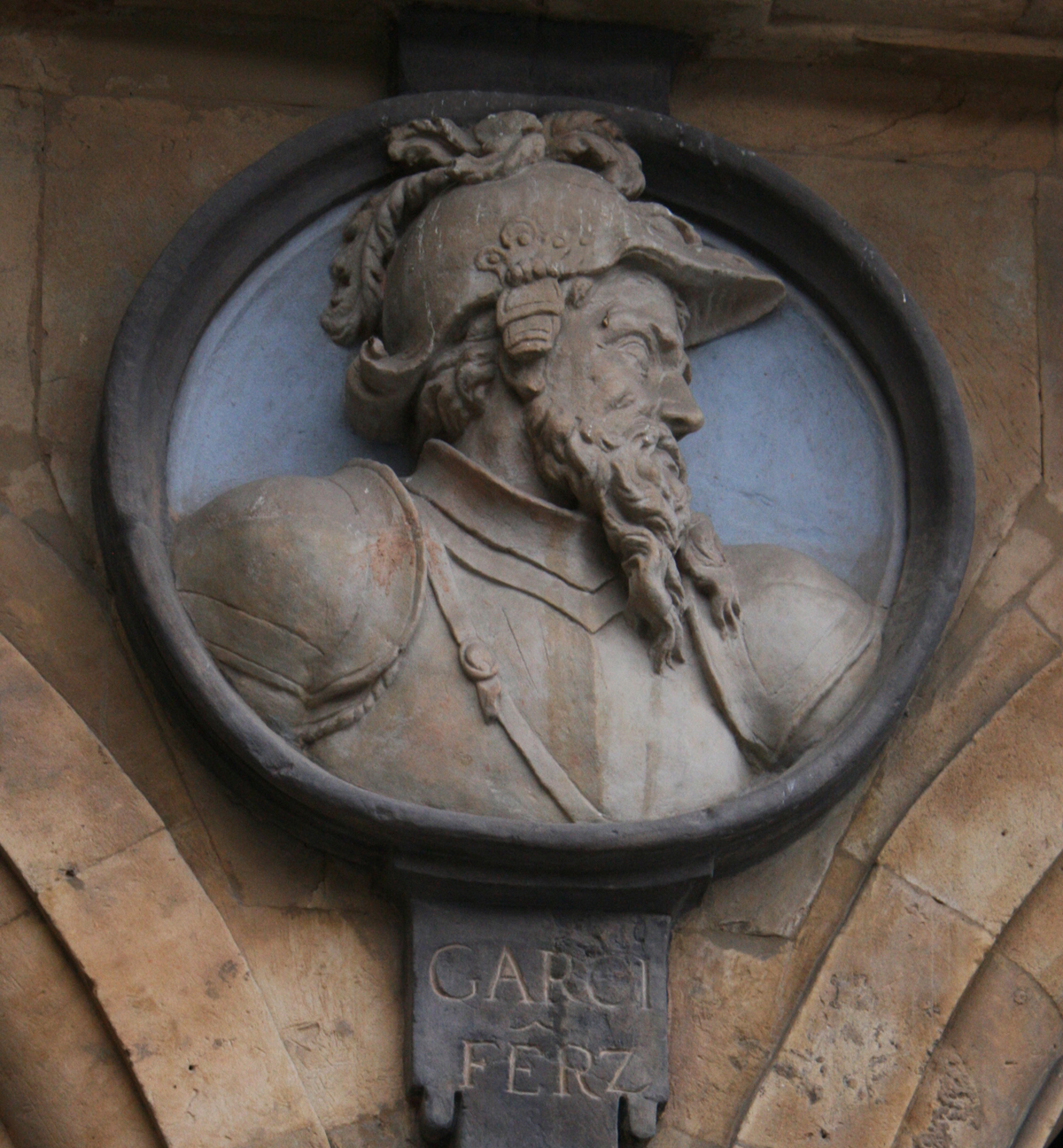
غارسيا فرنانديث كونت قشتالة.

غارسيا فرنانديث, الملقب بذي الأيادي البيضاء (938، برغش — 995، قرطبة) كونت قشتالة وألبة بين عامي 970م-995م.
غارسيا فرنانديث هو ابن الكونت فرنان غونثالث كونت قشتالة وزوجته سانشا سانشيز النافارية، ظلت قشتالة خاضعة اسميًا لسلطة مملكة ليون، في الوقت التي كانت تحكم فيه ذاتيًا بالفعل. وفي سعيه للتوسع على حساب أراضي المسلمين، أعلن في عام 974 أن سيرفع رتبة فرسان كاستروخيريث الذين سيشاركونه معاركه إلى رتبة النبلاء. وقد خلفه ابنه سانشو الأول كونت قشتالة.
في عام 960، تزوج غارسيا من آفا الريباغورثية ابنة ريموند الثاني كونت ريباغورثا، وأنجب 7 أبناء:
- مايور غارسيا التي تزوجت ريموند الثالث كونت بليارش السفلى.
- سانشو غارسيا
- أوراكا غارسيا
- غونثالو غارسيا (توفي عام 979)
- إلبيرا غارسيا التي تزوجت من برمودو الثاني ملك ليون عام 991.
- تودا غارسيا المتزوجة من سانشو غوميث كونت سلدانيا.
- أونيكا غارسيا المتزوجة من محمد بن أبي عامر حاجب خلافة قرطبة عام 995.